# Isatis allionii
Isatis allionii là một loài thực vật có hoa trong họ Cải. Loài này được P.W.Ball mô tả khoa học đầu tiên năm 1964.